# Ministerio de Relaciones Exteriores (Guatemala)
El Ministerio de Relaciones Exteriores (MINEX) es el ente encargado de la formulación de las políticas y aplicación del régimen jurídico a las relaciones internacionales del Estado de Guatemala con otros Estados, siendo dependencia del Organismo Ejecutivo. El Ministerio de Relaciones Exteriores puede otorgar también la nacionalidad guatemalteca, vela por que se cumpla la Ley de Migración, demarca y preserva los límites del territorio nacional, negocia y resguarda los tratados y convenios internaciones, defiende los intereses del país, entre otras funciones que tiene y se le es asignado por la Ley del Organismo Ejecutivo y otras leyes del país; actualmente forma parte del Sistema Nacional de Seguridad.

## Logotipos

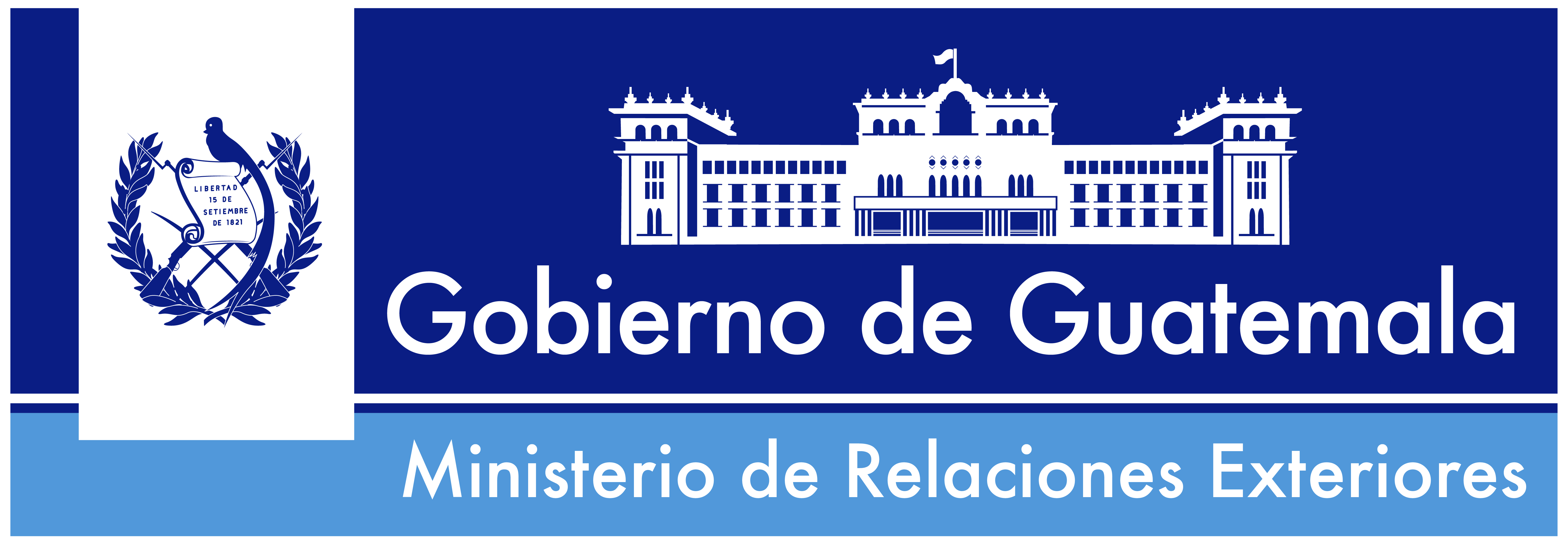
Logotipo durante la presidencia de Otto Perez Molina (2012-2015)
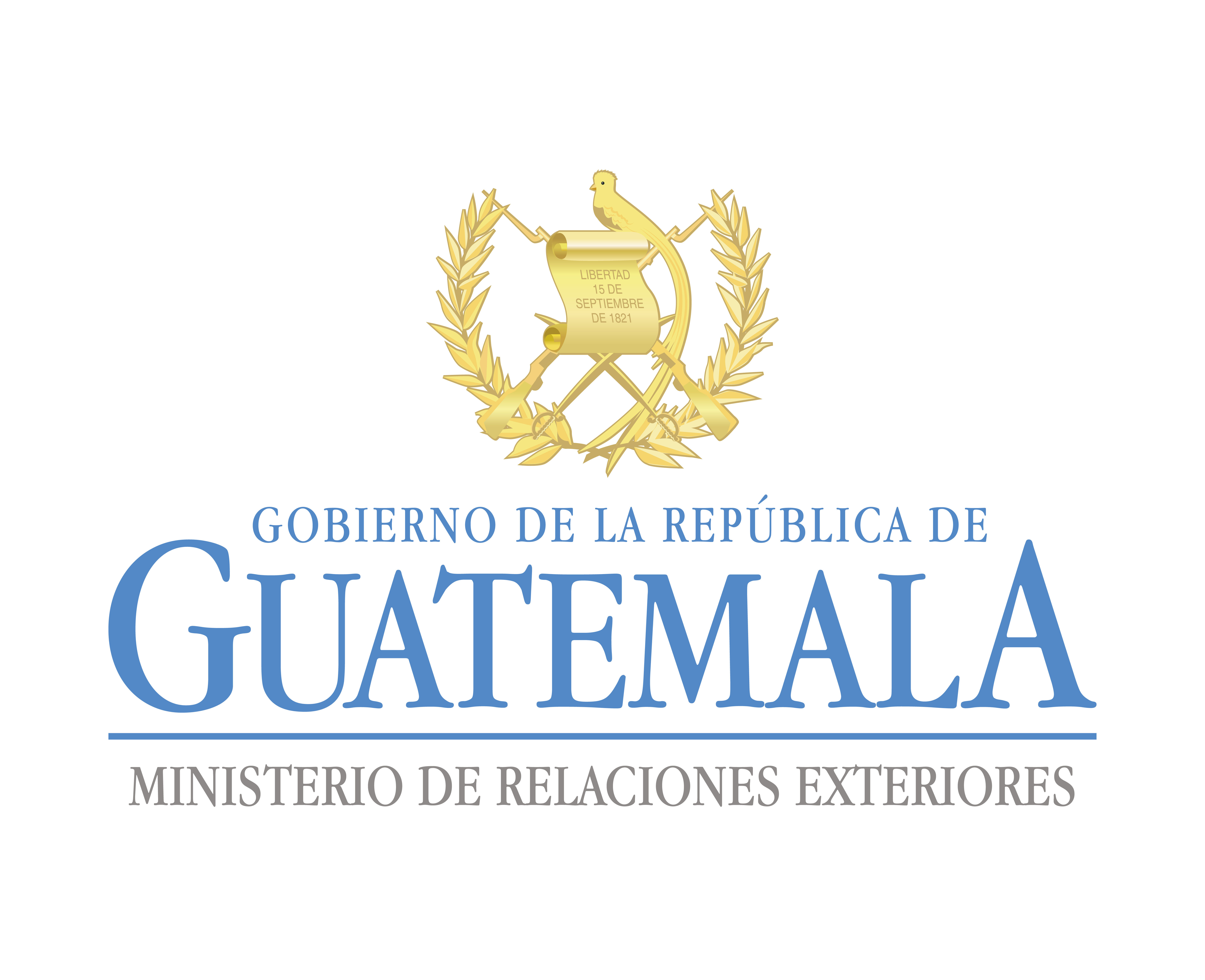
Logotipo durante la presidencia de Jimmy Morales (2016-2020)
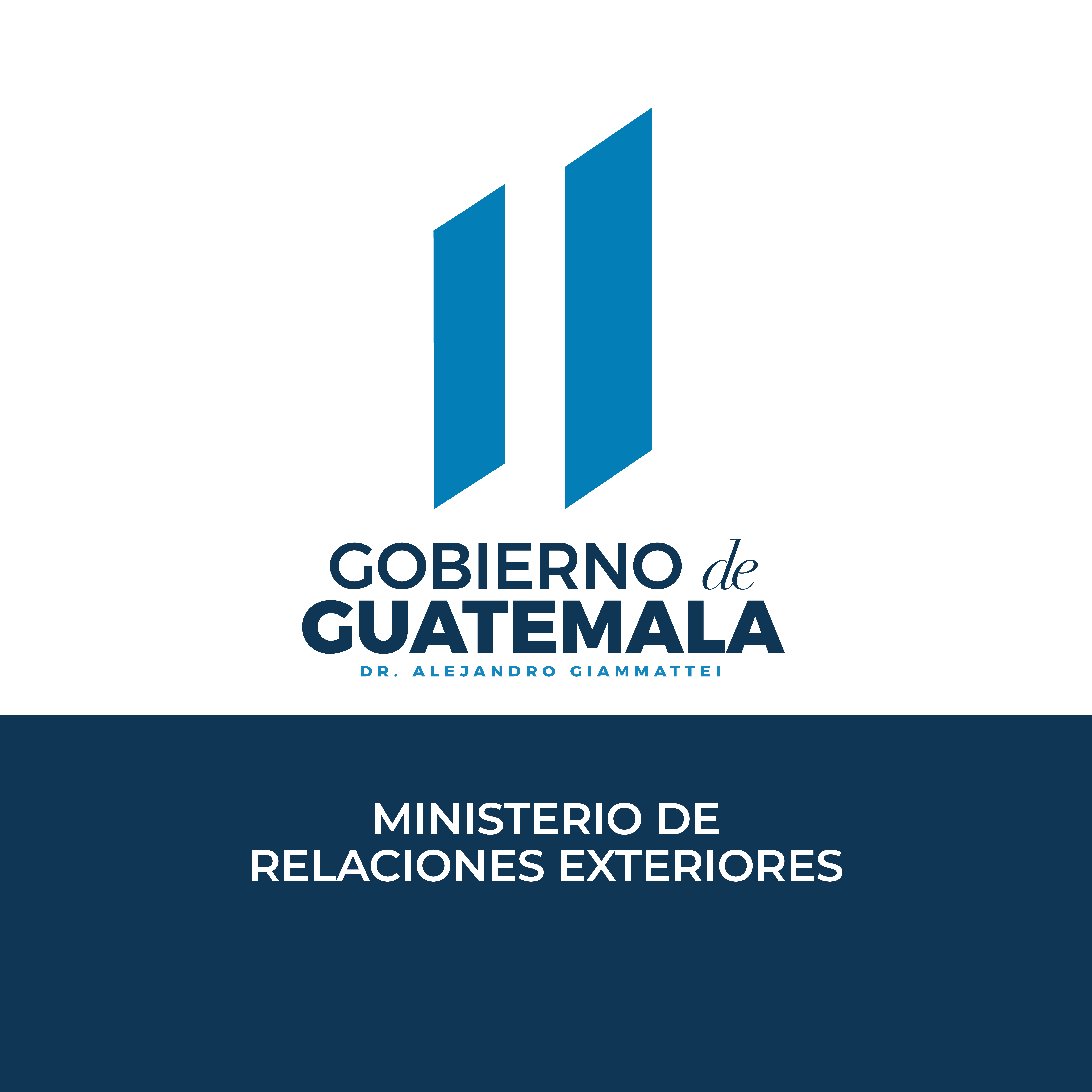
Logotipo durante la presidencia de Alejandro Giammattei (2020-2024)

## Historia
A partir del siglo XIX, inmediatamente después de la independencia, se fue organizando paulatinamente la administración pública; primero, el Estado de Guatemala, como parte integrante de las República Federal de Centro América, y después, a partir de 1847, como república independiente, libre y soberana para la administración de los negocios públicos. Los diferentes ramos de la administración fueron organizados en Secretarías, de acuerdo a la denominación española, esta terminología incluyó a la Secretaría de Relaciones Exteriores, que conservó esta denominación después de la Revolución del 20 de octubre de 1944, como puede verse en la Ley del Organismo Ejecutivo contenido en el Decreto n.º 47 de la Junta Revolucionaria, y emitido el 27 de diciembre de 1944.
No obstante el período de vigencia fue corto, ya que, al entrar en vigor la Constitución de la República del 15 de marzo de 1945, ese ordenamiento constitucional ya no hablaba de Secretarías, sino de Ministerios de Estado. Por tal motivo, el Congreso de la República promulgó una ley del Organismo Ejecutivo, emitida en el Decreto No.93 del Congreso de la República, de fecha 25 de abril de 1945, en la que por primera vez se habla de un Ministerio de Relaciones Exteriores, en la sección XVIII, Artículo 21.